# Gypona pallidovirens
Gypona pallidovirens är en insektsart som beskrevs av Fowler 1903. Gypona pallidovirens ingår i släktet Gypona och familjen dvärgstritar. Inga underarter finns listade i Catalogue of Life.